# کرگی (دشتیاری)
کرگی یک منطقهٔ مسکونی در ایران است که در دهستان باهوکلات شهرستان دشتیاری واقع شده‌است. کرگی ۶۹ نفر جمعیت دارد.